# PONPONPON
「PON PON PON」（ポン ポン ポン）は、日本のポップ歌手きゃりーぱみゅぱみゅの楽曲。彼女のデビュー・ミニアルバム『もしもし原宿』のリード曲として2011年7月20日にワーナーミュージック・ジャパンよりダウンロード販売された。この歌は、中田ヤスタカによって制作された。
この曲のミュージック・ビデオは、YouTubeで1億回以上の再生回数を記録している（2016年時点）。アメリカ合衆国のラッパージー・イージーがシングル「Lost in Translation」でこの曲をサンプリングしている。また、アメリカのアニメ「ザ・シンプソンズ」のエピソード「おデブとの結婚」で取り上げられた。

## 背景
この歌は、capsuleのメンバーでPerfumeのプロデューサーでもある中田ヤスタカによって制作された。彼女のデビュー・ミニアルバム『もしもし原宿』のリード曲として日本を含む世界23カ国のiTunes Storeで先行配信された。2012年8月時点で、音楽配信での累計売上は100万ダウンロードを突破した。

## 収録曲
1. PONPONPON [4:02]
作詞・作曲・編曲：中田ヤスタカ
バンタンCMソング

## ミュージック・ビデオ
ビデオの監督は田向潤が務めた。3Dやアニメの様な2Dで構成されるビデオは、彼女の部屋をモチーフにした世界と彼女の脳内を行き来しながら、妄想の中で踊り狂う、という内容である。2011年7月9日放送の彼女のレギュラー番組『きゃりーのウェイウェイNICOちゃんねる』内でビデオの一部が公開された。振付はair:man、衣装は飯嶋久美子、部屋の美術装飾は増田セバスチャンが担当した。ちなみにこのPVの中に出てくるぽっちゃりしたダンサーはダンス暦20年のダンサーである。また、きゃりーがビデオの中で使用しているステッキのようなスタンドマイクはクイーンのフレディ・マーキュリーをモチーフとしている。
ミュージック・ビデオはYouTubeにおいて、1億回以上の再生回数を記録している。また、ビデオはフジテレビ系のバラエティ番組『SMAP×SMAP』『ピカルの定理』によってパロディ化された。
SPACE SHOWER Music Video Awards2012で、ノミネート50作品に選ばれ、andropと共に、特別賞を受賞した。

## アートワーク・クレジット
- STEVE NAKAMURA：アートディレクター、デザイナー
- 小西 神士：ヘア・メイク
- 曽山絵里：スタイリスト

## チャート
2011年7月21日付けのiTunesのフィンランドのエレクトロチャートで1位、ベルギーで日本人歌手最高位となる首位を獲得。同年8月1日付けのビルボードJAPAN Hot 100で初登場72位、8月15日付けで、31位で再びチャート入り、8月22日付けで24位、8月29日付けで11位、9月5日付けで9位を記録。
| チャート（2011年）                         | 最高 順位 |
| ------------------------------------------ | --------- |
| ビルボードJapan Hot 100                    | 9         |
| ビルボードJapan Hot Top Airplay            | 6         |
| ビルボードJapan Adult Contemporary Airplay | 68        |

## 発売日一覧
| 地域 | 発売日        | 規格                  |
| ---- | ------------- | --------------------- |
| 日本 | 2011年7月20日 | 携帯端末向けフル配信  |
| 日本 | 2011年8月17日 | CD - 『もしもし原宿』 |